# Брімінген
Брімінген (нім. Brimingen) — громада в Німеччині, розташована в землі Рейнланд-Пфальц. Входить до складу району Бітбург-Прюм. Складова частина об'єднання громад Бітбургер-Ланд.
1 січня 2018 року до складу громади було включено невеличке селище Гізель, яке до того мало статус окремої громади.
Площа — 3,79 км2. Населення становить 100 ос. (станом на 31 грудня 2020).

## Галерея

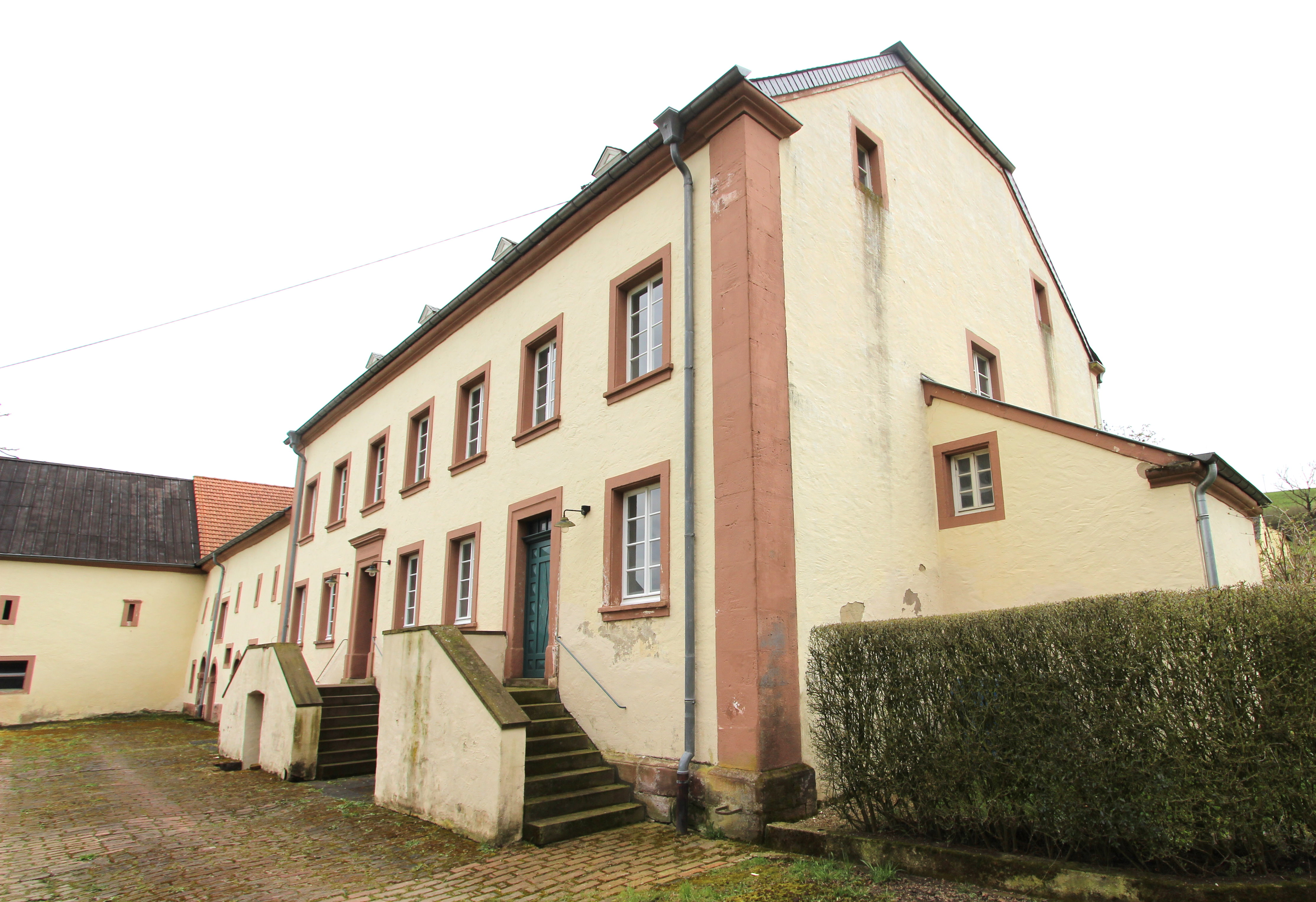